# Oecumenisch Bulletin
Oecumenisch Bulletin is een periodiek van de Raad van Kerken in Nederland. De uitgave verschijnt vijf keer per jaar en bevat nieuws op het gebied van oecumene en samenwerking van kerken in Nederland. Er zijn ook rubrieken opgenomen met nieuws uit plaatselijke raden van kerken en ontwikkelingen wereldwijd op het gebied van de oecumene.

## Geschiedenis
Aan de oorsprong van het Oecumenisch Bulletin ligt het maandblad: Raad der Kerken. Dit blad startte in 1947, en werd uitgegeven door de toenmalige Oecumenische Raad in Nederland, voorloper van de Raad van Kerken in Nederland.
In 1976 werd de naam van het maandblad gewijzigd in: Saamhorig. De laatste jaargang hiervan was die van 1984. In 1985 werd dit het: Oecumenisch Bulletin Saamhorig, wat in 1986 het Oecumenisch Bulletin is geworden.
Vanaf 2009 verscheen dit blad driemaal per jaar in kleurendruk, en het was gratis, waarbij eenmaal per jaar een vrijwillige bijdrage werd gevraagd. Naast dit tijdschrift wordt tweemaal per jaar een speciale uitgave verzorgd onder de titel: Oecumenische Bezinning. Een onderwerp voor een dergelijke uitgave is bijvoorbeeld: Migrantenkerken in Nederland.
De oplage van het blad is de daaropvolgende jaren sterk gestegen: van ruim 1000 in 2008 tot ruim 9500 abonnees begin 2017. Redactionele bijdragen komen in de regel van kerkelijk kader betrokken bij het landelijke en meer plaatselijke oecumenische werk van de kerken.
Het redactie-adres bevindt zich in Amersfoort. 